# Museum of Fine Arts (St. Petersburg)

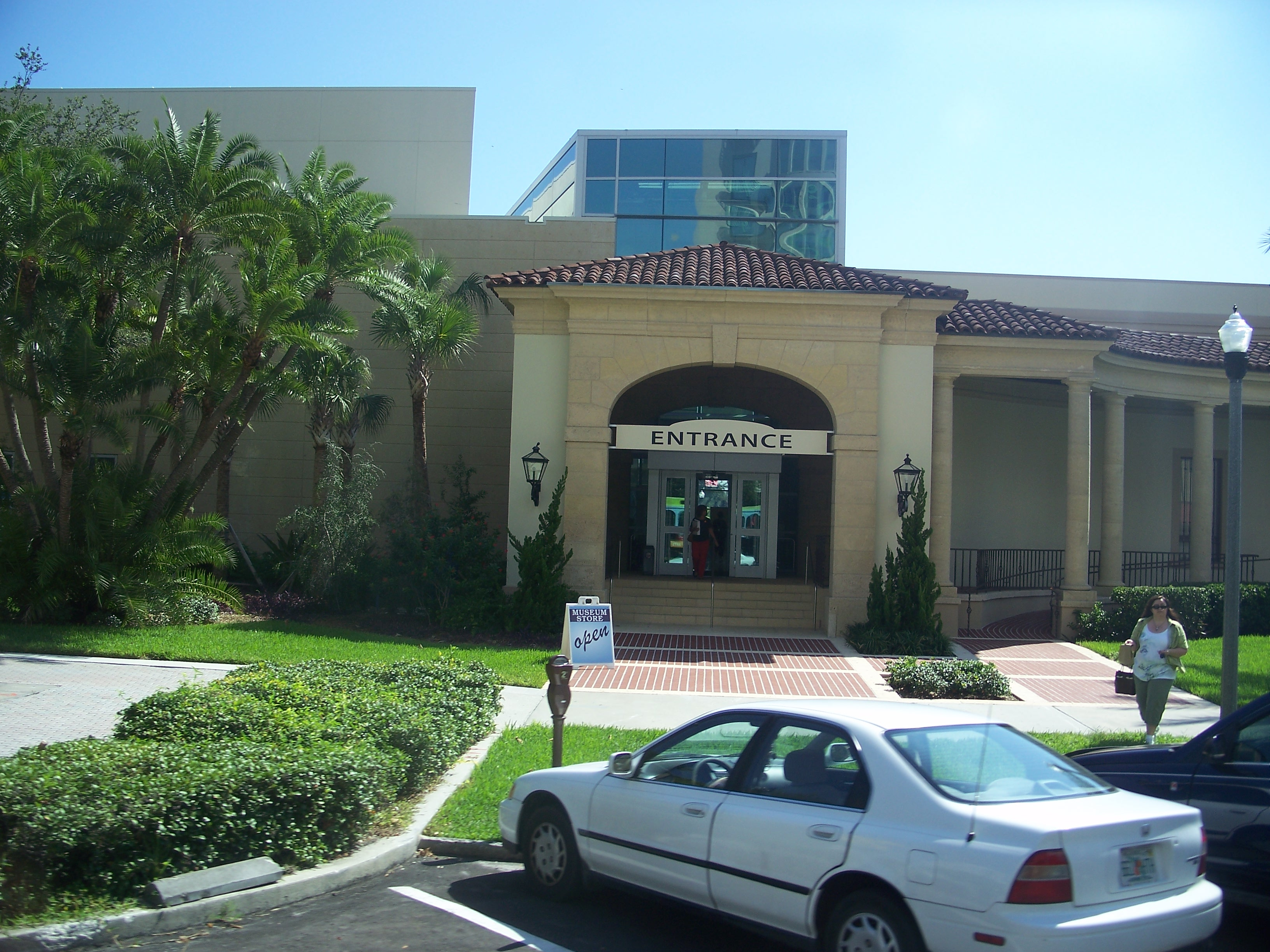
Museum of Fine Arts, St. Petersburg

Das Museum of Fine Arts liegt in Saint Petersburg, in Pinellas County im US-Bundesstaat Florida. Es wurde im Jahre 1965 eröffnet, Gründerin war Margaret Acheson Stuart.
Es gilt mit mehr als 14.000 Kunstwerken von der Antike bis zur Gegenwart als das beste Kunstmuseum in der Tampa-Bay-Region und mit mehr als 10.000 Fotografien als Floridas angesehenste Fotografiensammlung. Das Museum befindet sich einen Block nördlich der St. Petersburg Pier am Wasser.